# چانگان سوزوکی
چانگان سوزوکی (انگلیسی: Changan Suzuki) شرکت خودروسازی چینی است، که در سال ۱۹۹۳ تأسیس شد.